# 딘무하메드 코나예프
딘무하메드(디마시) 아흐메툴르 코나예프(카자흐어: Дінмұхамед (Димаш) Ахметұлы Қонаев, 러시아어: Динмухаме́д Ахме́дович Куна́ев 딘무하메트 아흐메도비치 쿠나예프[*], 1912년 1월 12일 ~ 1993년 8월 22일)는 소련 카자흐스탄 공산당 제1서기를 역임한 카자흐 소비에트 사회주의 공화국의 정치인이다.

## 어린 시절
카자흐스탄 점원의 아들인 코나예프는 현재 알마티인 베르니에서 태어나 중산층 가정에서 자랐다. 그는 1936년 모스크바에 있는 비철·미세 야금 연구소를 졸업했고, 그 덕분에 기계 조작자가 될 수 있었다. 1939년 그는 프리발카샤트로리 광산의 기술 책임자가 되었고 소련 공산당에 입당하였다.

## 권력

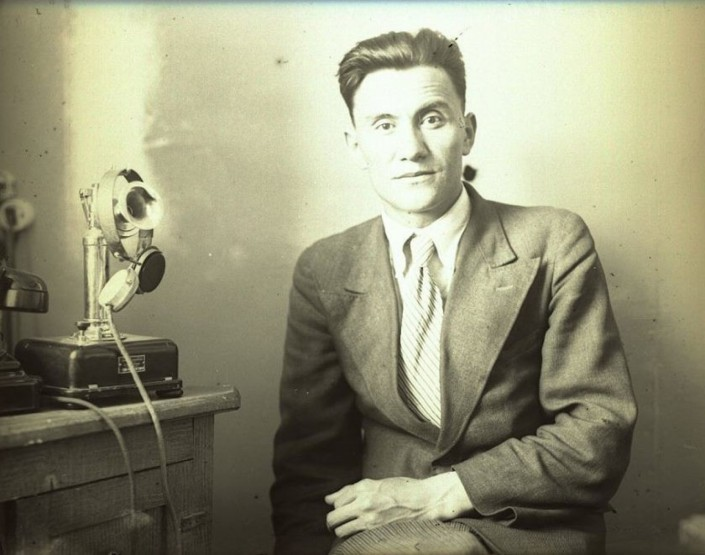
코나예프 카자흐 SSR 인민위원회 부위원장 (1940년대)

코나예프는 1942년 4월부터 1946년까지 카자흐 소비에트 사회주의 공화국의 인민위원회 부위원장을 지냈다. 제2차 세계 대전 기간 동안, 그는 소련의 최전방 지역에서 카자흐스탄으로 대피한 기업들과 공장들의 배치와 시운전 그리고 붉은 군대를 위해 공화국의 인간 보호구역과 군인들을 동원하고 훈련시키는 중요한 일을 수행했다. 1946년부터 1952년까지 카자흐스탄 각료회의 부의장을 지냈다. 1952년, 그는 카자흐스탄의 천연자원을 더 효율적으로 사용하고 발전시키고 발전시키는 것을 목표로 과학 연구를 수행했던 카자흐 소비에트 사회주의 공화국의 과학 아카데미 회장으로 선출되었다. 1955년까지 카자흐스탄 각료평의회 의장을 역임했다.
코나예프의 공산당 서열 상승은 레오니트 브레즈네프의 그것과 밀접한 관련이 있었다. 1954년 2월 니키타 흐루쇼프는 판텔레이몬 포노마렌코를 카자흐스탄 공산당 제1서기로, 레오니트 브레즈네프를 제2서기로 임명했다. 곧, 코나예프와 브레즈네프는 브레즈네프가 죽을 때까지 가까운 우정을 발전시켰다. 브레즈네프는 1955년 카자흐스탄 공산당 제1서기, 1956년 공산당 정치국원이 되었다. 브레즈네프가 1956년 카자흐스탄을 떠났을 때 이반 이아코블레프는 카자흐스탄 공산당의 제1비서가 되었다(그리고 니콜라이 벨랴예프가 뒤를 이었다.). 1960년 1월 19일, 코나예프는 카자흐스탄 공산당 제1서기로 선출되었다.

## 사망
사임 후, 그는 고향인 알마아타에 살았다. 그는 1993년 8월 22일 저녁 알마티주 알라콜 지역의 아크시 마을에서 심장마비로 사망했다. 그는 1993년 8월 25일 알마아타의 켄사이 묘지에 안장되었다.

## 유산
2022년 3월 16일에 카심조마르트 토카예프 카자흐스탄 대통령이 알마티주에 위치한 도시인 캅샤가이를 소련 카자흐스탄 공산당 제1서기를 역임한 정치인인 딘무하메드 코나예프에서 이름을 따서 코나예프로 바꿀 것을 제안했다. 2022년 5월 3일을 기해 캅샤가이에서 이름을 바꾼 코나예프가 알마티주의 새 주도가 되었다.